# Gilli Rólantsson
Gilli Rólantsson (Tvøroyri, 1992. augusztus 11. –) feröeri válogatott labdarúgó, a TB Tvøroyri hátvédje.

## Pályafutása

### Klubcsapatokban
Rólantsson a feröeri Tvøroyriban született. Az ifjúsági pályafutását a helyi Tvøroyri csapatában kezdte, majd 2010-ben a skót Aberdeen akadémiájánál folytatta.
2012-ben mutatkozott be a Tvøroyri felnőtt csapatában. A 2013-as szezonban a B36-nál szerepelt, ahol összesen 26 mérkőzésen két gólt ért el. 2014-ben átigazolt a dán első osztályban érdekelt AaB csapatához. 2016 augusztusában a norvég Brannhoz szerződött. 2016. augusztus 21-én, a Rosenborg elleni mérkőzésen debütált. Első gólját 2016. november 16-án, a Sarpsborg 08 ellen 2–1-re megnyert találkozón szerezte.
2021. február 10-én két éves szerződést kötött a Odd együttesével. Először a 2021. május 19-ei, Stabæk elleni bajnokin lépett pályára. Első gólját 2021. július 4-én, a Rosenborg ellen 2–2-es döntetlennel zárult mérkőzésen szerezte. 2023. március 15-én a feröeri TB Tvøroyrihez írt alá.

### A válogatottban
Rólantsson az U17-es, az U19-es és az U21-es korosztályokban is képviselte Feröert.
2014-ben debütált a feröeri válogatottban. Először a 2014. március 1-jei, Gibraltár elleni mérkőzésen lépett pályára. Első gólját 2017. szeptember 3-án, Andorra ellen 1–0-ra megnyert VB-selejtezőn szerezte.

## Statisztikák
2022. november 13. szerint
| Klub     | Szezon   | Osztály            | Bajnokság | Bajnokság | Kupa  | Kupa | Nemzetközi | Nemzetközi | Összesen | Összesen |
| Klub     | Szezon   | Osztály            | Meccs     | Gól       | Meccs | Gól  | Meccs      | Gól        | Meccs    | Gól      |
| -------- | -------- | ------------------ | --------- | --------- | ----- | ---- | ---------- | ---------- | -------- | -------- |
| Tvøroyri | 2012     | Betri deildin menn | 24        | 6         | —     | —    | —          | —          | 24       | 6        |
| B36      | 2013     | Betri deildin menn | 25        | 2         | 1     | 0    | —          | —          | 26       | 2        |
| AaB      | 2014–15  | Danish Superliga   | 9         | 0         | 1     | 0    | —          | —          | 10       | 0        |
| AaB      | 2015–16  | Danish Superliga   | 11        | 0         | 4     | 1    | —          | —          | 15       | 1        |
| AaB      | 2016–17  | Danish Superliga   | 3         | 0         | 0     | 0    | —          | —          | 3        | 0        |
| AaB      | Összesen | Összesen           | 23        | 0         | 5     | 1    | 0          | 0          | 28       | 1        |
| Brann    | 2016     | Tippeligaen        | 7         | 1         | 0     | 0    | —          | —          | 7        | 1        |
| Brann    | 2017     | Eliteserien        | 25        | 4         | 2     | 0    | 2          | 0          | 29       | 4        |
| Brann    | 2018     | Eliteserien        | 28        | 4         | 1     | 0    | —          | —          | 29       | 4        |
| Brann    | 2019     | Eliteserien        | 24        | 1         | 3     | 0    | 2          | 0          | 29       | 1        |
| Brann    | 2020     | Eliteserien        | 13        | 0         | —     | —    | —          | —          | 13       | 0        |
| Brann    | Összesen | Összesen           | 97        | 10        | 6     | 0    | 4          | 0          | 107      | 10       |
| Odd      | 2021     | Eliteserien        | 20        | 1         | 2     | 1    | —          | —          | 22       | 2        |
| Odd      | 2022     | Eliteserien        | 22        | 0         | 2     | 1    | —          | —          | 24       | 1        |
| Odd      | Összesen | Összesen           | 42        | 1         | 4     | 2    | 0          | 0          | 46       | 3        |
| Összesen | Összesen | Összesen           | 211       | 19        | 16    | 3    | 4          | 0          | 231      | 22       |

### A válogatottban

#### Góljai a válogatottban
| # | Időpont             | Helyszín                             | Ellenfél | Gólok | Eredmény | Kiírás               |
| - | ------------------- | ------------------------------------ | -------- | ----- | -------- | -------------------- |
| 1 | 2017. szeptember 3. | Tórsvøllur Stadion, Tórshavn, Feröer | Andorra  | 1–0   | 1–0      | 2018-as VB-selejtező |

## Sikerei, díjai
AaB
- Danish Superliga
  - Bajnok (1): 2013–14

- Danish Cup
  - Győztes (1): 2013–14

Brann
- Eliteserien
  - Ezüstérmes (1): 2016

- Norwegian Super Cup
  - Döntős (1): 2017